# Ázerbájdžánská hymna
Hymna Ázerbájdžánu (ázerbájdžánsky Azərbaycan Respublikasının Dövlət Himni) je píseň Azərbaycan marşı (česky Ázerbájdžánský pochod).
Slova napsal básník Əhməd Cavad a hudbu složil skladatel Uzeir Hadžibekov (Üzeyir Hacıbəyov).
Hymna byla přijata parlamentem Ázerbájdžánské republiky 27. května 1992.

## Text hymny
| Originální text | Anglický překlad |
| --- | --- |
| Azərbaycan! Azərbaycan! Ey qəhrəman övladın şanlı Vətəni! Səndən ötrü can verməyə cümlə hazırız! Səndən ötrü qan tökməyə cümlə qadiriz! Üç rəngli bayrağınla məsud yaşa! Minlərlə can qurban oldu, Sinən hərbə meydan oldu! Hüququndan keçən əsgər! Hərə bir qəhrəman oldu! Sən olasan gülüstan, Sənə hər an can qurban! Sənə min bir məhəbbət Sinəmdə tutmuş məkan! Namusunu hifz etməyə, Bayrağını yüksəltməyə, Namusunu hifz etməyə, Cümlə gənclər müştaqdır! Şanlı Vətən! Şanlı Vətən! Azərbaycan! Azərbaycan! | Azerbaijan, Azerbaijan Glorious land of valiant sons, We are ready to give our heart and soul for you. We are ready to shed blood for you. Live happily with your tricoloured banner. Thousands of souls were sacrificed for you Your territory became a fighting arena. Soldiers who deprived themselves of their lives Each of them became a hero. May you become a flourishing garden. Our lives are sacrifices for you always, A thousand and one endearments are in my heart. To raise your banner, And protect your honor, All the youth are eager. Glorious land. Glorious land. Azerbaijan! Azerbaijan! Azerbaijan! Azerbaijan! |